# Лајл и Ерик Менендез
Џозеф Лајл Менендез (енгл. Joseph Lyle Menéndez; Њујорк, 10. јануар 1968) и Ерек Гален Менендез (енгл. Erik Galen Menéndez; Блеквуд, 27. новембар 1970), познати као браћа Менендез (енгл. the Menéndez brothers), америчка су браћа која су 1996. осуђена за убиства својих родитеља, Хосеа и Мари Луиз „Кити” Менендез.
Браћа су током суђења прво изјавила да су убиства починила из страха да ће их отац убити након што су му претили да ће га разоткрити вишегодишњем сексуалном, емотивном и физичком злостављању, док је Тужилаштво тврдило да су то урадили да би наследили очево вишемилионско имање. Прво им је суђено одвојено са по једном поротом за сваког брата. Међутим, обе пороте су зашле у ћорсокак, што је резултирало погрешним суђењем. За друго суђење заједно им је судила једна порота која их је прогласила кривима након што је судија искључио доказе о злостављању из њихове одбране. Оба брата су осуђена на доживотну робију без могућности условног отпуста.